# Bazilika Narození Panny Marie (Marianka)
Bazilika Narození Panny Marie v Mariance je římskokatolická bazilika minor.

## Dějiny
Historie poutního místa v Mariance sahá až do 11. století; podle legendy si zde žijící poustevník vyřezal ze dřeva sošku Panny Marie. Během nepokojů v roce 1 038, vyvolaných pohanským povstáním, sošku mnich ukryl v dutině stromu. Po nějakém čase ji našel zbojník, kterému se ve snu zjevila Panna Marie a požádala ho, aby šel hledat sošku do lesa. Zázračná voda z pramene, který tam vykopal, vyléčila jeho děti a on zbytek života obětoval Bohu.
Současný kostel byl z podnětu krále Ludvíka postavený v letech 1377 - 1380. Samotný král umístil sošku do hlavního oltáře. Původně gotický chrám byl rekonstruován v barokním slohu na náklady císaře Leopolda. V současnosti baziliku a bývalý pavlínsky klášter spravuje Kongregace bratří těšitelů, která klášter přebudovává na poutní a exerciční dům.
Na baziliku minor byl kostel povýšen v roce 2011.